# Amor libre (película de 1978)
Amor libre es una  película mexicana de 1979 dirigida por Jaime Humberto Hermosillo, protagonizada por Alma Muriel,  Julia de Llano y Manuel Ojeda.

## Trama
El filme relata las experiencias de dos amigas de clase media; July (Julissa) que se caracteriza por ser extrovertida y Julia (Alma Muriel) una muchacha tímida y discreta, que pasan por la etapa de volverse económicamente independientes al ser empleadas de una tienda y al fin poder vivir sin represión familiar. Comparten un  peculiar departamento, que simula estar en la azotea de algún edificio, junto con el amante de July (Ernesto) quien constantemente se encontraba presente; conforme avanza la trama las personalidades de las dos amigas se van transformando a tal punto de intercambiar los papeles de su personalidad. 
Al final de la historia la amistad no puede soportar los engaños y Julia se va del departamento con el examante de July, quien por cierto era un hombre casado con otra mujer por lo que la relación era de adulterio; esto no provoca tristeza en July, lo que realmente le acongoja es la ausencia de su amiga. Al final, ella se queda con Pachuli, un enamorado de Julia. 
Esta película se caracteriza por hacer hincapié a la actitud de dos mujeres ante distintas situaciones de la vida, el amor y el sexo.

## Reparto
- Alma Muriel como July.
- Julissa como Julia.
- Manuel Ojeda como Ernesto.
- Jorge Balzaretii como Octavio "El Pachuli".
- José Alonso como Mario
- Roberto Cobo como Cantante del camión.
- Ana Ofelia Murguía como esposa de Ernesto.
- Magnolia Rivas como Prometida de Mario.
- Armando Martínez "El pecas" como niño de la muleta.
- Emma Roldán como viejita a quien el niño pide limosna.
- Farnesio de Bernal como el borracho.
- Virginia López en actuación especial.

## Premios y reconocimientos
Obtuvo una diosa de plata a la mejor película, al mejor director, a la coactuación masculina de  José Alonso.